# Setge de Jerusalem (637)
El setge de Jerusalem de 637 significà la captura de la ciutat per l'exèrcit del califat Raixidun durant la invasió islàmica de l'Imperi Romà d'Orient,

## Antecedents
Jerusalem havia passat temporalment a mans sassànides entre 614 i 628, quan Heracli la va recuperar. Poc després de derrotar decisivament l'exèrcit romà d'Orient en la batalla del Yarmuk l'exèrcit califal d'Abu-Ubayda ibn al-Jarrah va iniciar el setge de Jerusalem el novembre de 636.

## Setge
Abandonada pels romans d'Orient, la defensa fou confiada al patriarca Sofroni de Jerusalem, qui després d'un setge de quatre mesos acordà el lliurament de la ciutat, però només al mateix califa. L'abril de 637, el Úmar ibn al-Khattab va arribar a Jerusalem per rebre la ciutat.

## Conseqüències
La conquesta musulmana de Jerusalem va solidificar el control musulmà de Palestina, que no tornaria a ser amenaçada fins a les Croades. La ciutat de Jerusalem va arribar a ser considerada com un lloc sant per l'islam, com ho va ser per les anteriors grans religions monoteistes: el cristianisme i el judaisme. Després de la conquesta musulmana, després de gairebé 500 anys als jueus se'ls va permetre viure i practicar la seva religió lliurement a Jerusalem.